# Simo Valakari
Simo Johannes Valakari (ur. 28 kwietnia 1973 w Helsinkach) – fiński piłkarz występujący na pozycji defensywnego pomocnika oraz trener piłkarski.

## Kariera klubowa
Valakari karierę rozpoczynał w Käpylän Pallo, ale jego pierwszym profesjonalnym klubem było FinnPa. W 1996 roku przeniósł się do szkockiego Motherwell F.C. Spędził tam 4 sezony, w ciągu których był podstawowym zawodnikiem pierwszej drużyny. W maju 2000 podpisał czteroletni kontrakt z klubem angielskiej Premier League – Derby County. Jednak przez kolejnych menedżerów pomijany był przy ustalaniu składu, w efekcie czego postanowił odejść. W marcu 2004 roku przeszedł do występującego w MLS FC Dallas. W lutym 2007 wrócił do Finlandii, a konkretnie do Turun Palloseura, gdzie grał do 2009, po czym zakończył karierę.

## Kariera reprezentacyjna
Valakari rozegrał 31 spotkań w reprezentacji Finlandii.

## Kariera trenerska
W styczniu 2010 został trenerem ÅIFK Turku. W tym samym roku został trenerem juniorów Käpylän Pallo. W sierpniu 2012 został trenerem Seinäjoen Jalkapallokerho. W 2013 awansował z tym zespołem do fińskiej ekstraklasy, a rok później wywalczył z tym klubem wicemistrzostwo kraju i Puchar Ligi Fińskiej. W 2015 doprowadził zespół do mistrzostwa Finlandii, a także został trenerem roku w Finlandii. W sezonie 2016 zajął z klubem trzecie miejsce w lidze. W grudniu 2016 został asystentem nowo wybranego selekcjonera reprezentacji Finlandii Markku Kanervy, pozostając jednocześnie trenerem SJK. 17 lutego 2017 został zwolniony z posady szkoleniowca SJK. W lipcu 2017 został trenerem Tromsø IL. W listopadzie 2020 podpisał roczny kontrakt z Kuopion Palloseura z opcją przedłużenia o kolejny rok. W sezonie 2021 zdobył z tym klubem wicemistrzostwo i puchar Finlandii. W styczniu 2023 kontrakt został rozwiązany za porozumieniem stron, a Valakari został trenerem łotewskiej drużyny FK Auda.

## Życie prywatne
Żonaty z Inkeri, z którą ma trzech synów: Paavo, Onniego i Toivo.